# Лий Ремик
Лий Ан Ремик (на английски: Lee Ann Remick) е американска актриса.

## Биография и творчество
Родена е на 14 декември 1935 година в Куинси, щата Масачузетс, в семейството на собственик на универсален магазин. Учи актьорско майсторство и през 1953 година дебютира в театъра на „Бродуей“, а през 1957 година – в киното с филма „Лице в тълпата“ („A Face in the Crowd“), последван от успешни роли във филми като „Анатомия на едно убийство“ („Anatomy of a Murder“, 1959), „Порочни игри“ („Days of Wine and Roses“, 1962), за която е номинирана за „Оскар“ за най-добра женска роля, „Поличбата“ („The Omen“, 1976). Носителка е и на две награди „Златен глобус“ за най-добра актриса в драматичен сериал за ролите си в The Blue Knight (1973 г.) и „Джени: Лейди Рандолф Чърчил“ (1975 г.).
Лий Ремик умира на 2 юли 1991 година в Лос Анджелис.

## Избрана филмография
| година | филм                      | оригинално заглавие    | роля                 | режисьор       |
| ------ | ------------------------- | ---------------------- | -------------------- | -------------- |
| 1957   | Лице в тълпата            | A Face in the Crowd    | Бети Лу Флекъм       | Елия Казан     |
| 1959   | Анатомия на едно убийство | Anatomy of a Murder    | Лора Маниън          | Ото Преминджър |
| 1962   | Порочни игри              | Days of Wine and Roses | Кирстен Арнесен-Клей | Блейк Едуардс  |
| 1976   | Поличбата                 | The Omen               | Катрин Торн          | Ричард Донър   |